# 쿠르트 발트하임
쿠르트 요제프 발트하임(독일어: Kurt Josef Waldheim, ˈkʊɐ̯t ˈvaldhaɪm (도움말·정보), 1918년 12월 21일 ~ 2007년 6월 14일)은 오스트리아의 정치인이자 외교관이다. 그는 1972년부터 1981년까지 유엔 사무총장을, 1986년부터 1992년까지 오스트리아의 대통령을 지냈다.
유엔 사무총장으로서 그는 소극적이라는 평가를 받았으며, 중화인민공화국의 반대로 3선에 실패하였다. 이후 그는 1986년 오스트리아 대통령 선거에 출마하였지만, 제2차 세계 대전 시기에 나치 독일 육군 중위로 복무했다는 사실이 밝혀지면서 국제적으로 논란을 낳았다. 그는 대통령에 당선되었지만, 미국이나 서유럽의 국가들이 그를 페르소나 논 그라타로 여겨 입국이 거부당하는 망신을 당했다.

## 어린 시절
발트하임은 1918년 12월 21일에 오스트리아 니더외스터라이히 주 장크트안드레뵈르데른에서 태어났다. 그의 아버지는 가톨릭교도로서 본래 성이 '바츨라빅'(Watzlawick)이었지만 오스트리아-헝가리 제국이 붕괴하면서 '발트하임'으로 성을 바꾸었다. 발트하임은 1936년부터 1937년까지 오스트리아군에서 복무하였으며 빈 영사학교에 입학해 1939년에 졸업하였다. 이 시기에 그의 아버지는 오스트리아 기독사회당 당원으로 활동했지만, 그는 정치적 활동을 하지 않았다. 1938년에 독일이 오스트리아를 병합하자 그는 나치당 휘하의 국가사회주의 독일 학생동맹(NSDStB)에 가입하였다. 며칠 후 그는 돌격대에 가입하였다. 1944년 8월 19일에 그는 엘라제베트 리첼과 결혼했다. 그들 밑에서 딸 리젤로테와 크리스타, 아들 게르하르트가 태어났다.

## 나치 복무와 법대 입학
1938년에 돌격대에 가입한 발트하임은 1941년부터 독일 육군에 복무해 제2차 세계대전에 참전하였다. 그는 동부 전선으로 배치되어 이탈리아와 보스니아, 티라나 등지에서 활동하였다. 그해 12월 그는 부상을 입어 귀국했지만 1942년에 다시 복귀하였다. 1943년에 발트하임은 알렉산더 뢰어 휘하의 군에서 복무하였다. 나중에 그는 군대 내에서 사무직을 맡았을 뿐이며, 이 군대에서 어떤 일이 일어나고 있는지 알지 못했다고 해명하였다. 그럼에도 역사학자들은 그가 나치에서 있었던 전쟁 작전회의에도 관여를 한 고위층으로 평가하였다. 실제로 나치의 괴뢰 정권이었던 크로아티아 독립국은 그에게 메달을 수여한 것으로 확인되었다.
또한 나치 전범 추적자로 알려진 엘리 로젠바움은 발트하임이 1943년에 요시프 브로즈 티토의 파르티잔과 치른 전쟁 사이에 있었던 유대인 학살에 밀접하게 관여하였다고 주장하였다. 발트하임은 이에 대해 자신은 전쟁 범죄에 전혀 관여하지 않았다고 해명하였다. 나중에 발트하임이 유엔 사무총장에 선출되기 위해 로비활동 하면서 그는 유고슬라비아에 접근을 하였으며 티토는 이에 화답하며 그에게 높은 훈장을 수여하였다.
1944년에 결혼을 한 발트하임은 1945년에 알렉산더 뢰어 휘하의 군대가 항복하면서 케른텐주에서 영국군에 잡히게 되었다. 이후 전쟁이 끝나면서 그는 빈 대학교 법과대학에 입학해 학위를 수여받았다.

## 외교관 경력
법대 졸업후 발트하임은 외무부에 들어가 외교관으로 활동하기 시작하였다. 1948년에 파리 공사관원을 지낸 후 1951년부터 1956년까지 외무부 직원을 지냈다. 1955년에 오스트리아 최초로 유엔 사절단 단장으로 파견된 그는 1956년부터 캐나다 대사를 지냈다. 1968년부터 1970년까지 외무부 장관을 역임한 그는 1970년부터 1971년까지 유엔 대사를 지냈다. 1971년 그는 오스트리아 국민당 소속으로 대통령 선거에 출마하였지만 53%대 47%로 낙선되었다.

## 제4대 유엔 사무총장
1971년 대통령 선거 낙선 후, 동년에 그는 곧 유엔 사무총장으로서 우 딴의 뒤를 이으는 데 선출되었다.
유엔 사무총장으로서 첫 몇년 동안 발트하임은 유엔이 특히 근심을 가진 세계의 지역들을 방문하는 데 중시하였다. 1972년 3월 그는 남아프리카공화국과 나미비아로 여행을 떠나 이 나라들에서 어려움들에 해결을 추구하였다. 그는 3번이나 사이프러스를 방문하였다. 그는 사이프러스에서 정부 지도자들과 논의를 하고, 거기에 유엔 평화유지군을 조사하였다.
1973년 2월 남아시아에 공식 방문 동안 발트하임은 인도, 파키스탄과 방글라데시의 정부들과 만나 인도와 파키스탄 사이의 전쟁의 중요성에 정복하는 방향과 의미들을 탐험하였다. 유엔에 의하여 차지된 가장 큰 구제 작전인 유엔 방글라데시 구제 작전은 당시 진행 중이었다. 발트하임은 이 구제 작전들을 방문하고 조사하는 데 시간을 끌었다.
중동도 또한 평화가 필요한 지역이었다. 1973년 8월 발트하임은 시리아, 레바논, 이스라엘, 이집트와 요르단을 방문하였다. 1974년 6월 그는 이 나라들의 지도자들과 다시 만났다. 동년 11월 발트하임은 유엔 해방 지상 정찰군의 연장된 위임 통치와 결합에 시라아, 이스라엘과 이집트를 방문하였다. 이 방문들이 있는 동안 그는 이 지역들에서 유엔 평화유지군을 조사하는 데 시간을 끌었다.
1974년 2월과 3월 발트하임은 유엔 구제 작전들이 장기적 가뭄의 희생자들을 보조한 아프리카의 수단-사헬 지방을 방문하였다.
사무총장으로서 발트하임은 유엔의 찬조들 아래 다수의 국제 회의를 열고 연설하였다. 이 회의들은 유엔 무역 개발 회의의 3차 회의(1972년 4월 산티아고), 유엔 인간 환경 회의(1972년 6월 스톡홀름), 3차 해양법에 관한 국제연합 협약(1974년 6월 카라카스), 세계 인구 회의(1974년 8월 부쿠레슈티)와 세계 식량 회의(1974년 11월 로마)를 포함한다.
그는 1976년 2번째 임기를 위하여 재선되었다.
발트하임은 교황 요한 바오로 2세와 가까운 교제를 즐겼다. 1978년 10월 새로운 교황이 임명될 때만큼 곧 발트하임은 유엔에서 연설하는 데 요한 바오로 2세를 초정하였다. 교황은 기쁘게 초청을 받아들여 1979년 가을 34차 유엔 총회에서 연설하였다. 그는 발트하임에 충성적인 친구 관계를 증명하였다.
1981년 사무총장으로서 3선은 중화인민공화국으로부터 거부권에 의하여 방해되었다.

## 오스트리아의 대통령과 발트하임 사건
1971년 오스트리아의 대통령으로서 비성공적인 선거를 추구하였어도 1986년 6월 8일 그의 2번째 시도는 성공을 증명하였다. 그 일은 또한 발트하임 사건으로 알려진 일의 시작에 특정을 지었다.
1985년 그는 자서전을 발간하였는데, 대선이 열리기 전에 오스트리아의 주간 뉴스 잡지 프로필은 그의 자서전에 1938년과 1945년 사이에 발트하임의 일생에 관한 몇몇의 생략들이 있었다는 것을 드러냈다. 짧은 시간 후에 그 일은 발트하임이 나치스의 돌격 대원 - 기병대에서 장교로서 자신의 복무와 1942년부터 1943년까지 그리스 살로니키에서 포병 장교로서 자신의 시간에 관하여 솔직하지 않아왔다는 것이 밝혀졌다. 대신 발트하임은 자신이 상처를 입고, 오스트리아에서 전쟁의 마지막 세월을 보냈다고 진술하였다. 사색이 자라나고, 발트하임은 전쟁 범죄들에 연루되거나 뒤얽혀진 것에 고발되었다.
대통령으로서 자신의 기간 동안 발트하임과 부인 엘리자베스 여사는 많은 국가들에 의하여 방문이 거부되었다. 1987년 그들은 미국 입국으로부터 금지된 사람들의 감시 사항 일람표에 놓였다. 발트하임이 대통령직에 있던 6년의 세월에 그는 중동과 바티칸을 방문하였으나 유럽의 다른 나라들 혹은 미국을 방문하지 않았다.
진행 중의 국제적 논쟁이 있기 전에 오스트리아 정부는 1938년과 1945년 사이에 발트하임의 일생을 시험하는 데 역사가들의 국제 위워을 임명하기로 결정하였다. 그들의 보고는 전쟁 범죄들에 준비에 관한 발트하임의 상식의 증거를 인용하였으나 그 범죄들에 아무 개인적 연루를 부인하였다.
유대계 미국인 작가 일라이 로젠바움의 논쟁적 저서에 의하면 오스트리아 정부와 다수의 대중매체 판로들은 보고가 나오기 전후에 발트하임에 진술을 강건하게 반대하였다.
제2차 세계 대전 포악들에 그의 연결들에 관한 수상함의 결과로서 발트하임이 향한 반대는 공평한 방향에 유엔을 지도하려고 한 것에 그를 향한 항쟁을 위한 수단이었을 것이라고 제안되어왔다. 서독의 전직 대통령들 발터 셸과 카를 카르스텐스는 나치당의 공인된 당원증을 가진 당원이었으나 미국 정부는 그들에 항의를 하거나 미국 입국으로부터 그들을 금지하지 않았다. 발트하임은 나치당원이 아니었고, 사실상 그의 가족, 특히 그의 부친이 나치스에 의하여 잔인하게 박해되었다.
혐의의 그림자들은 아직도 어떻게 그가 오스트리아의 대통령으로서 지각되었나에 강한 영향을 주었고, 세계 무대에 기능으로 그의 능력을 제한시켰다.
2007년 6월 14일 빈에서 88세의 나이로 사망하였다.

## 역대 선거 결과
| 선거명      | 직책명              | 대수 | 정당              | 1차 득표율 | 1차 득표수  | 2차 득표율 | 2차 득표수  | 결과 | 당락 |
| ----------- | ------------------- | ---- | ----------------- | ---------- | ----------- | ---------- | ----------- | ---- | ---- |
| 1971년 선거 | 오스트리아의 대통령 | 7대  | 오스트리아 국민당 | 47.20%     | 2,224,809표 |            |             | 2위  | 낙선 |
| 1986년 선거 | 오스트리아의 대통령 | 9대  | 오스트리아 국민당 | 46.60%     | 2,343,463표 | 53.91%     | 2,464,787표 | 1위  |      |